# سيميون ايفانوف
سيميون ايفانوف (بالبلغارية: Симеон Иванов)‏ (8 فبراير 1990 بصوفيا في بلغاريا - ) هو لاعب كرة قدم بلغاري في مركز الدفاع. شارك مع منتخب بلغاريا تحت 19 سنة لكرة القدم ومنتخب بلغاريا تحت 21 سنة لكرة القدم. أما مع النوادي، فقد لعب مع بوتيف فراتسا ورايو فايكانو ب وليفسكي صوفيا ونادي دوبرودزا دوبريتش وPFC Neftochimic Burgas ‏ وFC Lyubimets ‏ وأكاداميك صوفيا وFC Vitosha Bistritsa ‏.

## وصلات خارجية
- سيميون ايفانوف على موقع قاعدة بيانات كرة القدم.إي يو (الإنجليزية)
- سيميون ايفانوف على موقع Soccerway.com (الإنجليزية)